# Gunung Kerenceng
Gunung Kerenceng är ett berg i Indonesien.   Det ligger i provinsen Jawa Barat, i den västra delen av landet, 140 km sydost om huvudstaden Jakarta. Toppen på Gunung Kerenceng är 1 736 meter över havet, eller 871 meter över den omgivande terrängen. Bredden vid basen är 22,8 km.
Terrängen runt Gunung Kerenceng är huvudsakligen kuperad. Runt Gunung Kerenceng är det tätbefolkat, med 319 invånare per kvadratkilometer. Närmaste större samhälle är Sumedang Utara, 10,1 km norr om Gunung Kerenceng. I omgivningarna runt Gunung Kerenceng växer i huvudsak städsegrön lövskog.
Gunung Kerenceng är ett delvis okänd bergstopp för fjällvandrare, men det går utmärkt att vandra upp och nedför berget under en dagstur. Tid uppför tar ca 2-3 timmar och 2 timmar nedför.
Tropiskt monsunklimat råder i trakten. Årsmedeltemperaturen i trakten är 20 °C. Den varmaste månaden är oktober, då medeltemperaturen är 22 °C, och den kallaste är december, med 18 °C. Genomsnittlig årsnederbörd är 3 330 millimeter. Den regnigaste månaden är december, med i genomsnitt 520 mm nederbörd, och den torraste är september, med 33 mm nederbörd.